# Mark Ronson
Mark Daniel Ronson (Londres, 4 de setembro de 1975) é um DJ, compositor, guitarrista e produtor musical inglês. Vencedor de um Oscar, um Globo de Ouro e sete Grammys.
É irmão da DJ e cantora Samantha Ronson e da designer de moda Charlotte Ronson, gémeas. Alguns dos estilos musicais preferidos de Mark são: Black Music, Pop, Rock, o que faz ele ter composto muitas musicas com esses estilos. (Uma delas é Uptown Funk, com participação de Bruno Mars)
Seus pais são descendentes de judeus asquenazes, com ancestrais na Áustria, Rússia e Lituânia, e Ronson foi criado no judaísmo conservador.
Lançou Here Comes the Fuzz (2003) e Version (2007) que lhe trouxe sucesso mundial, este último possui a colaboração de artistas como Amy Winehouse, Lily Allen, Robbie Williams e Duran Duran. E trabalhou no novo disco de Michael Jackson, chamado Michael.
Produzido por Mark Ronson, All You Need Is Now é o décimo terceiro álbum de estúdio da banda britânica Duran Duran, o álbum foi lançado digitalmente para download no dia 21 de Dezembro de 2010.
Trabalhou também no recente álbum de Lady Gaga, Joanne (álbum).
Venceu um Grammy para melhor produtor na cerimônia de 2008, e ainda venceu na categoria de melhor artista britânico masculino nos Brit Awards.
Em 2023, produziu o álbum musical do filme da Barbie intitulado de Barbie: The Album que teve sucesso com destaque para a trilha sonora e as músicas que tiveram a participação de Ryan Goslin e Dua Lipa como cantores.

## Vida pessoal
Foi casado com Joséphine de La Baume por 7 anos, em 2019, em um programa de TV, ele se assumiu sapiossexual, que gosta de pessoas inteligentes independentemente do gênero.

## Discografia

### Álbuns
- Here Comes the Fuzz (8 de setembro de 2003)
- Version (16 de abril de 2007)
- Record Collection (27 de setembro de 2010)
- Uptown Special (13 de janeiro de 2015)
- Barbie: The Album (21 de julho de 2023)

### Singles
| Ano  | Música                                                                        | Álbum               |
| ---- | ----------------------------------------------------------------------------- | ------------------- |
| 2003 | "Ooh Wee" (com Ghostface Killah, Nate Dogg, Trife Da God & Saigon)            | Here Comes the Fuzz |
| 2003 | "International Affair" (com Sean Paul & Debi Nova) +                          | Here Comes the Fuzz |
| 2006 | "Just" (com Alex Greenwald) (original issue)                                  | Version             |
| 2007 | "Stop Me If You Think You've Heard This One Before" (com Daniel Merriweather) | Version             |
| 2007 | "God Put a Smile Upon Your Face" (com Daptone Horns) ++                       | Version             |
| 2007 | "No One Knows" (com Domino) ++                                                |                     |
| 2007 | "Oh My God" (com Lily Allen)                                                  | Version             |
| 2007 | "Valerie" (com Amy Winehouse)                                                 | Version             |
| 2008 | "Just" (com Alex Greenwald) (relançamento)                                    | Version             |
| 2014 | "Uptown Funk" (com Bruno Mars)                                                | Uptown Special      |
| 2018 | Nothing Breaks Like A Heart (com Miley Cyrus)                                 |                     |
| 2018 | Shallow (com Lady Gaga)                                                       |                     |

### Singlesproduzidos por Ronson
| Ano  | Música                             | Artista                            |
| ---- | ---------------------------------- | ---------------------------------- |
| 2001 | "Like A Feather"                   | Nikka Costa                        |
| 2002 | "School's In"                      | J-Live                             |
| 2004 | "City Rules"                       | Daniel Merriweather (feat. Saigon) |
| 2004 | "She's Got Me"                     | Daniel Merriweather                |
| 2005 | "These Days"                       | Rhymefest                          |
| 2006 | "Lovelight"                        | Robbie Williams                    |
| 2006 | "Littlest Things"                  | Lily Allen                         |
| 2006 | "Rehab"                            | Amy Winehouse                      |
|      | "Hurt"                             | Christina Aguilera                 |
| 2007 | "Bongo Bong and Je Ne T'Aime Plus" | Robbie Williams (feat. Lily Allen) |
| 2007 | "You Know I'm no Good"             | Amy Winehouse                      |
| 2007 | "Back to Black"                    | Amy Winehouse                      |
| 2007 | "One More Chance"                  | Candie Payne                       |
| 2007 | "Slow Down Baby"                   | Christina Aguilera                 |
| 2007 | "Wake Up Call" Remix               | Maroon 5 (feat. Mary J. Blige)     |
| 2007 | "Love is a Losing Game"            | Amy Winehouse                      |
| 2008 | "Cold Shoulder"                    | Adele                              |
| 2010 | "bang bang bang"                   | The Business Intl                  |
| 2010 | All you need is now                | Duran Duran                        |
| 2013 | "New"                              | Paul McCartney                     |
| 2016 | "Perfect Illusion"                 | Lady Gaga                          |